# IV Corps (Vereinigtes Königreich)
Das IV Corps (deutsch IV. Korps) war ein Großverband der Britischen Armee, das sowohl im Ersten Weltkrieg als auch im Zweiten Weltkrieg aufgestellt wurde. Während des Ersten Weltkriegs diente das Korps während seines gesamten Bestehens an der Westfront. Während des Zweiten Weltkriegs diente es in Norwegen und in Großbritannien, bis es nach Britisch-Indien verlegt wurde, wo nach dem Kriegseintritt Japans ein Angriff drohte.

## Vor dem Ersten Weltkrieg
Im Jahr 1876 wurde ein Mobilisierungsplan für acht Armeekorps veröffentlicht, wobei das IV. Corps seinen Hauptsitz in Dublin hatte und die regulären Einheiten des irischen Kommandos umfasste, unterstützt durch Milizen. Im Jahr 1880 war es wie folgt organisiert:
- 1st Division (Dublin)
  - 1st Brigade (Dublin)
    - 1st Bataillon, 22nd Regiment of Foot (Cheshire Regiment) (Dublin), 82nd Regiment of Foot (Prince of Wales's Volunteers) (Dublin), 3rd Bataillon, Rifle Brigade (Dublin)

  - 2nd Brigade (Belfast)
    - Queen's Edinburgh Light Infantry Militia (Dalkeith), 1st Lanark Militia (Hamilton), 2nd Lanark Militia (Lanark)

  - Divisionstruppen
    - Highland Light Infantry Militia (Inverness), 3rd Dragoon Guards (Dublin), 19th Company, Royal Engineers (Southampton)

  - Artillerie
    - Battery O/3rd Brigade Royals Artillery (The Curragh)
- 2nd Division (The Curragh)
  - 1st Brigade (The Curragh)
    - 1st Bataillon, 16th Regiment on Foot (Bedfordshire and Hertfordshire Regiment) (Athlone), 38th Regiment of Foot (1st Staffordshire) (The Curragh), 95th Regiment of Foot (Derbyshire) (The Curragh)

  - 2nd Brigade (The Curragh)
    - 1st West York Militia (Pontefract), 2nd West York Militia (York), 3rd West York Militia (Doncaster)

  - Divisionstruppen
    - 4th West York Militia (Leeds), 2nd Dragoon Guards (Queen’s Bays) (Dublin), 6th Company, Royal Engineers (The Curragh)

  - Artillerie
    - Batterie P/3rd Brigade RA (The Curragh), Battery K/2nd Brigade RA (Kilkenny), Battery I/2nd Brigade RA (Athlone)
- 3rd Division (Cork)
  - 1st Brigade (Cork)
    - 1st Somerset Militia (Taunton), 2nd Somerset Militia (Bath), Hereford Militia (Hereford)

  - 2nd Brigade (Limerick)
    - 1st Warwick Militia (Warwick), 2nd Warwick Militia (Leamington Spa), Glamorgan Militia (Cardiff)

  - Divisionstruppen
    - 1st Bataillon, 7th Regiment on Foot (Cork), 19th Royal Hussars (Ballincollig), 18th Company, Royal Engineers (Cork)

  - Artillerie
    - Battery N/3rd Brigade RA (Clonmel), Battery M/3rd Brigade RA (Limerick), Battery H/2rd Brigade RA (Fermoy)
- Kavalleriebrigade (The Curragh)
  - 2nd Dragoons (Dundalk), 7th Hussars (Queen's Own Hussars) (Cahir), 20th Hussars (Newbridge), Batterie I/B Brigade Royal Horse Artillery (RHA) (Ballincollig)
- Korpsartillerie
  - Batterie H/Brigade B RHA (Newbridge), Batterie B/Brigade A RHA (Dublin), Battery G/Brigade B RHA (Dublin)

Dieser Plan wurde 1881 aufgegeben. Die Schätzungen der Armee von 1901, eingeführt von St John Brodrick, als er Kriegsminister war, erlaubte sechs Armeekorps basierend auf den sechs regionalen Kommandos: Das IV. Corps sollte vom 'Eastern Command' mit dem Hauptquartier in London aufgestellt werden. Das Korps sollte aus 27 Batterien Artillerie (18 reguläre, 6 der Miliz und 3 von Freiwilligen) bestehen und außerdem 25 Infanteriebataillone (8 reguläre, 8 der Miliz und 9 von Freiwilligen) umfassen. Mit dem Heeresbefehl Nr. 38 von 1907 verschwanden die Korpstitel, aber das 'Eastern Command' blieb als administrative Organisation erhalten und kontrollierte zwei Kavalleriebrigaden und eine Infanteriedivision, die 4th Division.

## Erster Weltkrieg
Das Korps hatte seinen Ursprung in einer selbständig gegen den deutschen Einmarsch in Belgien operierenden Einheit unter dem Kommando von Generalleutnant Sir Henry Rawlinson. Am 9. Oktober 1914 wurde es vom Kriegsministerium an die British Expeditionary Force (BEF) übergeben, und der Kommandeur des BEF, Sir John French, gründete es als IV. Corps. Am Abend des 18. Oktober ging die 7th Division unter Generalmajor Capper vor und sicherte Menin, der rechte Flügel mit der 3rd Cavalry Division (General Julian Byng) hielt bei Messines den Anschluss an das Kavalleriekorps unter General Allenby. Das Korps trug einen Teil der Hauptlast der Verteidigung in den frühen Stadien der Ersten Flandernschlacht. Die 7th Division wurde während der Schlacht um Gheluvelt (2. bis 3. November) dem I. Corps zugeteilt, das Korpskommando wurde bis Ende Oktober deaktiviert und erst nach der Ankunft der 8th Infantry Division am 6. November als IV. Corps wiederhergestellt. Im Jahr 1915 kämpfte das Korps in der Schlacht von Neuve-Chapelle, der Schlacht von Aubers (9. und 10. Mai), der Schlacht bei Loos und den damit verbundenen Gefechten. Rawlinsons Versäumnis, Reserven an die Frontlinien des IV. Corps zu bringen, ermöglichte es der deutschen Armee, sich neu zu gruppieren, und führte dazu, dass die Gegenoffensive der BEF den erhofften Durchbruch durch die deutschen Stellungen nicht erreichte.
Im Jahr 1916 wurde das Korps von General Sir Henry Wilson kommandiert. Das Korps hielt zunächst eine 8 km lange Stellung von Loos bis knapp südlich von Givenchy, zwischen dem I. Corps von Hubert Gough im Norden und dem französischen 9e Corps, einem Teil der französischen 10e Armée unter Victor d’Urbal im Süden. Wilson bemerkte die Qualitätsunterschiede zwischen seinen Divisionen, interessierte sich sehr für die Ausbildung und hielt viele Vorträge.
Im März übernahmen die Briten die Stellung der 10e Armée. Das IV. Corps wurde südlich von Givenchy, gegenüber des Vimy Rückens stationiert. Die 47th Division führte am 3. und 15. Mai effektive Minierungsarbeiten durch. Ein überraschender deutscher Angriff am Abend des 21. Mai, einem Sonntag, drängte die britischen Truppen rund 700 m zurück und eroberte ca. 900 m der britischen Frontlinie. Der anschließende Gegenangriff scheiterte und Wilson wurde fast des Kommandos enthoben.
Wilson widerstand dem Druck von Haig, einen begrenzten Angriff durchzuführen. Der Angriff Wilsons wurde dann bis in den Oktober verschoben, weil an der Somme noch ein 'Großer Schlag' geplant war. Im Oktober forderte das Hauptquartier allerdings die Einnahme des gesamten Rückens von Vimy, was einen gemeinsamen Angriff mit dem britischen XVII. Corps bedeutete. Der Angriff auf Vimy wurde nicht mit dem IV. Corps durchgeführt, weil es in General Goughs 'Reserve Armee' übernommen wurde und bis zur Schlacht an der Ancre in der Reserve gehalten wurde.
Das IV. Corps nahm auch an der Schlacht von Cambrai und den damit verbundenen Aktionen 1917, an der Offensive der 100 Tage und der Schlacht am Saint-Quentin-Kanal im Jahre 1918 und am letzten britischen Vormarsch in der Picardie teil.

### Zusammensetzung im Ersten Weltkrieg
Die Zusammensetzung des Armeekorps wechselte häufig. Einige repräsentative Schlachtordnungen für IV. Corps sind hier angegeben.
Schlachtordnung während der Schlacht bei Ypern 10. November 1914:
General Officer Commanding (GOC): Generalleutnant Sir Henry Rawlinson
- Brigadegeneral, Generalstab: R.A.K. Montgomery
- Brigadegeneral, Royal Artillery: A.H. Hussey
- Oberst, Königl. Pioniere: R.U.H. Buckland
- 7th Infantry Division, Generalmajor Thompson Capper
- 8th Infantry Division, Generalmajor Francis John Davies

Während der Schlacht bei Aubers und Festubert waren die 7th und die 8th Division und auch Verstärkungen der 49. Division, der sogenannten 'Territorial Force' noch Teil des IV. Corps.
Nachdem an der Westfront (1915–17) der Grabenkrieg begonnen hatte, beließ die BEF ihre Armeekorps für längere Zeit in Stellung, so dass sie sich mit ihrem Sektor vertraut machen konnten. Die einzelnen Divisionen lösten sich ab, wenn Ruhe, Schulungen oder ein Transfer in andere Sektoren anstanden. Während Wilsons elfmonatiger Amtszeit durchliefen dreizehn verschiedene Divisionen das IV. Corps und nur eine, die 47th Division, blieb länger als sechs Monate.
Organisation 1916
Im Dezember 1915 bestand das IV. Corps aus der 1st Division (früher eine reguläre Division), der 47th (London Territorials) Division und 15th (schottischen) Division sowie der 16th (irischen) Division (beide Teil von New Army). Henry Fuller Maitland Wilson war vom Trainingsstandard der 15th Division beeindruckt.
Im Frühjahr 1916 verlor es die 1st, 15th und 16th Division bekam dafür vom I. Corps die 2nd Infantry Division (ehemals eine reguläre Division). Das IV. Corps erhielt auch die 23rd Division von der sogenannten 'New Army'. Zu diesem Zeitpunkt, als die Armee in letzter Zeit um das Zehnfache gewachsen war, gab es kaum eine Möglichkeit, die Leistung der Offiziere fortlaufend offiziell zu bewerten, daher gab Gough, der Kommandeur der Reserve Army, seine informelle (und niedrige) Meinung über den Kommandeur der 2nd Division an William George Walker weiter, der später abgelöst wurde (Wilsons Tagebuch 24. Februar 1916).
Anfang April wurde die 23rd Division mitsamt einer Reihe von Geschützen abgezogen. Bis August bestand das IV. Corps aus zwei Divisionen, der Royal Naval Division und der 9th (schottischen) Division (New Army). Ein Teil der Artillerie des IV. Corps wurde an die Somme verlegt. Dann wurden die 63rd und 9th Division abgezogen, und im Oktober wurde das gesamte Korps zu Goughs Reservearmee an der Somme verlegt, wo es als Reserveformation und nicht an der Front eingesetzt wurde. Zu einem Zeitpunkt, am 18. Oktober, hatte das IV. Corps überhaupt keine Divisionen mehr. Im Jahr 1916 waren fähige Stabsoffiziere immer noch Mangelware und solche Männer wurden von Rawlinson aus dem IV. Corps und seinen Teildivisionen für das Hauptquartier der 4th Army abgeworben.
Schlachtordnung bei Beginn des Vormarsches in der Picardie (27. September 1918)
GOC: Generalleutnant Sir George Harper
- 5th Infantry Division, Generalmajor John Ponsonby
- 37th Infantry Division, Generalmajor Hugh Bruce-Williams
- 42nd (East Lancashire) Infantry Division, Generalmajor Arthur Solly-Flood
- New Zealand Division, Generalmajor Andrew Hamilton Russell

## Zweiter Weltkrieg

### Norwegen
Das Korps wurde im Februar 1940 in Alresford Hampshire in der Erwartung von Operationen in Norwegen oder in Finnland (im Rahmen der kurzzeitig angedachten Intervention in den Russisch-Finnischen Winterkrieg) neu aufgestellt. Von März bis Mai 1940 kämpften Teile des Korps im Norwegenfeldzug bei Narvik und Trondheim, unter dem Kommando von Generalleutnant Claude Auchinleck.

### Heimatstreitkräfte
Nach der Niederlage beim Feldzug in Norwegen, befehligte das Korps zunächst die meisten Panzerreserven, die sich auf die befürchtete deutsche Invasion Großbritanniens (Unternehmen Seelöwe) vorbereiteten, während die anderen Korps, die im Rahmen der Operation Dynamo aus Dünkirchen evakuiert worden waren, neu organisiert werden mussten. Das IV. Corps war als Gegenangriffstruppe unter Generalleutnant Sir Francis Nosworthy vorgesehen. Als die Gefahr einer Invasion vorüber war, beschäftigte sich das Korps intensiv mit der Ausbildung und Entwicklung taktischer Grundsätze. Bis August 1940 war das Korps in der Nähe von Northampton stationiert, bis es in die Nähe von Chesham zog.
Schlachtordnung im Herbst 1940
- 2nd Armoured Division (16. June – 4. August 1940)[22]
- 42nd (East Lancashire) Infantry Division (9. September – 6. November 1940)[23]
- 43rd (Wessex) Infantry Division (19. June – 5. November 1940)[24]
- 31st Independent Brigade Group (1. August 1940 – 15. February 1941)[25]
- HQ Royal Artillery
  - 154th (Leicestershire Yeomanry) Army Field Regiment[26]
  - 67th Medium Regiment[27]

### Irak
Im Januar 1942 wurde das Hauptquartier des Korps’ als Teil des 'Kommandos für den Nahen Osten' in den Irak verlegt. Kommandeur war Generalleutnant Thomas Corbett. 1942 wurde Corbett Stabschef des Nahost Kommandos und sein Nachfolger beim IV. Corps wurde Generalleutnant Noel Irwin.

### Indien / Burma
Nach der japanischen Eroberung Burmas wurden mehrere britische Divisionen aus Großbritannien und dem Nahen Osten sowie das Hauptquartier des IV. Corps nach Indien entsandt. Es löste das aufgelöste Ad-hoc-Hauptquartier des 'Burma Corps’ in Imphal in Manipur in Nordostindien ab. Das Korps nahm als Zeichen einen angreifenden Elefanten in Schwarz auf rotem Grund.
Im Juli 1942 wurde Irwin zum Befehlshaber der 'Eastern Army'. Sein Nachfolger als Kommandeur des IV. Korps wurde Generalleutnant Geoffry Scoones. Es patrouillierte bis zum Fluss Chindwin und baute Flugplätze und Straßen. Ende 1943 wurde das Korps ein Teil der neugegründeten 14th Army.
1944 versuchten die Japaner, die Angriffe der Alliierten auf Burma zu stören, indem sie einen Angriff mit dem Codenamen Operation U-gō gegen Imphal starteten, was zu der Schlacht um Imphal führte. Beim Beginn der Schlacht bestand das Korps aus den indischen Infanteriedivisionen 17th Indian, 20th Indian und 23rd Indian mit der 50th Indian Parachute Brigade (Fallschirmjäger) und der 254th Indian Armoured Brigade (Gepanzerte Brigade). Zu Beginn der Schlacht wurde die 5th Indian Division nach Imphal geflogen, um sich dem Korps anzuschließen.
Das Korps wurde von der Kaiserlich Japanischen Armee eingeschlossen, konnte sich aber erfolgreich behaupten. Zur Unterstützung der belagerten Truppen wurden Vorräte und Verstärkungen eingeflogen, Verletzte und Nichtkombattanten ausgeflogen. Die Belagerung endete am 22. Juni, als Truppen des IV. Corps nördlich von Imphal auf die Entsatzkräfte des XXXIII. Corps trafen. Von da an bis zum Ende des Monsuns später im Jahr vertrieben Formationen des IV. Corps, die 5th Indian Division und die neu eingetroffene ostafrikanische 11th Eastafrican Division, die japanischen Truppen östlich des Chindwin und errichteten mehrere Brückenköpfe auf der anderen Seite des Flusses.
Im November 1944, nachdem der Monsunregen aufgehört hatte, bereitete sich die 14th Army darauf vor, einen entscheidenden Angriff in Zentralburma, die Burma-Kampagne, zu starten. Generalleutnant Scoones wurde zum 'Zentralen Kommandeur' ernannt und wurde beim IV. Corps durch General Frank Messervy ersetzt. Als Vorbereitung für die Offensive wurden mehrere Divisionen zu motorisierten oder lufttransportfähigen Formationen gemacht.
Die Offensive begann mit dem IV. Corps auf dem linken Flügel der 14th Army, angeführt von der neu eingetroffenen 19th Indian Division. Es stellte sich heraus, dass die Japaner sich hinter den Irrawaddy zurückgezogen hatten. Die 19th Indian Division wurde dem XXXIII. Corps zugeteilt, das IV. Corps wurde auf die rechte Flanke der Armee verlegt und rückte das Gangaw-Tal westlich des Chindwin hinunter, angeführt von der ostafrikanischen 28th Infantry Brigade und einer Ad-hoc-Infanterieformation, der Lushai Brigade.
Ende Februar 1945 errichtete die 7th Indian Division Brückenköpfe auf dem Ostufer des Irrawaddy. Die motorisierte 17th Indian Division griff mit Unterstützung 255th Indian Armoured Brigade aus diesen Brückenköpfen heraus an und drang tief in das von japanischen Truppen besetzte Gebiet vor und eroberte das lebenswichtige Transport- und Versorgungszentrum von Meiktila. Verstärkt durch Truppen, die auf den Flugplätzen in der Nähe der Stadt gelandet waren, konnte es sich im März gegen japanische Gegenangriffe behaupten.
Nach der japanischen Niederlage in Zentralburma wurde die 14th Army neu organisiert. Das IV. Corps befehligte nun die motorisierte 5th Indian und 17th Indian Division, die 255th Armoured Brigade und die nicht motorisierte 19. Indian Division. Im April wechselten sich die 5th Indian und 17th Indian Division an der Spitze des Vorstoßes durch das Tal des Sittaung Richtung Rangun ab, während die 19th Indian Division die Versorgungslinien sicherte. Als Anfang Mai der Monsun begann, wurde das Korps 64 km vor Rangun aufgehalten. Rangun wurde schließlich durch eine amphibische Landung, Operation Dracula, eingenommen, nachdem es von seiner Garnison verlassen worden war.
Kurz nach dem Fall von Rangun wurde das IV. Corps der Kontrolle der neu aktivierten 12th Army unterstellt. Unter dem vorübergehenden Kommando von Generalleutnant Francis Tuker war es für die Vernichtung der verbliebenen japanischen Streitkräfte in Burma bis zum Ende des Krieges, einschließlich der Schlacht am Sittang Bend im Pegu-Joma verantwortlich. Das Korps wurde kurz nach dem Ende der Feindseligkeiten deaktiviert.

## Kommandeure
In chronologischer Reihenfolge:
- 1. April 1903: General Lord Francis Grenfell[29]
- 6. Juni 1904: General Lord Paul Methuen[30] (4. Armeekorps wurde am 1. Juni 1905 in 'Eastern Command' umbenannt)
- Okt. 1914 – Dez. 1915 Generalleutnant Henry Rawlinson[31]
- Dez. 1915 – Ende 1916 Generalleutnant Henry Wilson[32]
- 1916–1918 Generalleutnant Charles Woollcombe[33]
- März 1918 – Juni 1919 Generalleutnant George Montague Harper[34][35]
- Februar 1940 – Mai 1940 Generalleutnant Claude Auchinleck
- Juli 1940 – Nov. 1941 Generalleutnant Francis Nosworthy
- Jan. 1942 – März 1942 Generalleutnant Thomas Corbett
- April 1942 – Juli 1942 Generalleutnant Noel Irwin
- Aug. 1942 – Dez. 1944 Generalleutnant Sir Geoffry Scoones
- Dez. 1944 – Juli 1945 Generalleutnant Sir Frank Messervy
- Juli 1945 – Aug. 1945 Generalleutnant Sir Francis Tuker[36]